# Rollende Prenten
Rollende prenten (Engels: Moving Pictures) is het tiende boek uit de Schijfwereld serie van de Britse schrijver Terry Pratchett.
Het is een persiflage op de filmwereld in het algemeen en Hollywood in het bijzonder.

## Samenvatting
Zo'n 50 kilometer van Ankh-Meurbork (Ankh-Morpork), daar waar de Cirkelzee overgaat in de Velgoceaan, sterft Deccan Rijboob, de laatste bewaarder van de toegang. Zonder een bewaarder begint dat wat onder de heuvels verborgen ligt langzaam weg te lekken.
Niet lang daarna worden er in Ankh-Meurbork verbazende dingen uitgevonden, en het duurt niet lang voordat de alchemisten de cinematografie, of zo als zij het zelf noemen, de flip (Engels: Click) hebben uitgevonden. Om geen problemen met de tovenaars te krijgen, vertrekken de alchemisten uit de stad om in Hollewoud (Holy Wood) hun rollende prenten te gaan draaien. Personen van allerlei plaatsen en rassen trekken naar Hollewoud om hun dromen waar te maken. Hieronder bevinden zich ook de tovenaarsstudent Victor Toegelbrock (Victor Tugelbend), Telda 'Rossie' Wussel (Theda Withel), Snij'k-in-eigen-vlees Snikkel (Cut-Me-Own-Throat Dibbler), Gneisbaard de Trol en Gaspaud de wonderhond.
Ze worden de sterren, producenten en agenten van Hollewoud. De flips die hier worden gemaakt worden een groot succes in de stad, maar langzaam wordt duidelijk dat de dromen en ideeën die uit de heuvels lekken het weefsel der werkelijkheid beginnen te verzwakken.